# 事件風暴

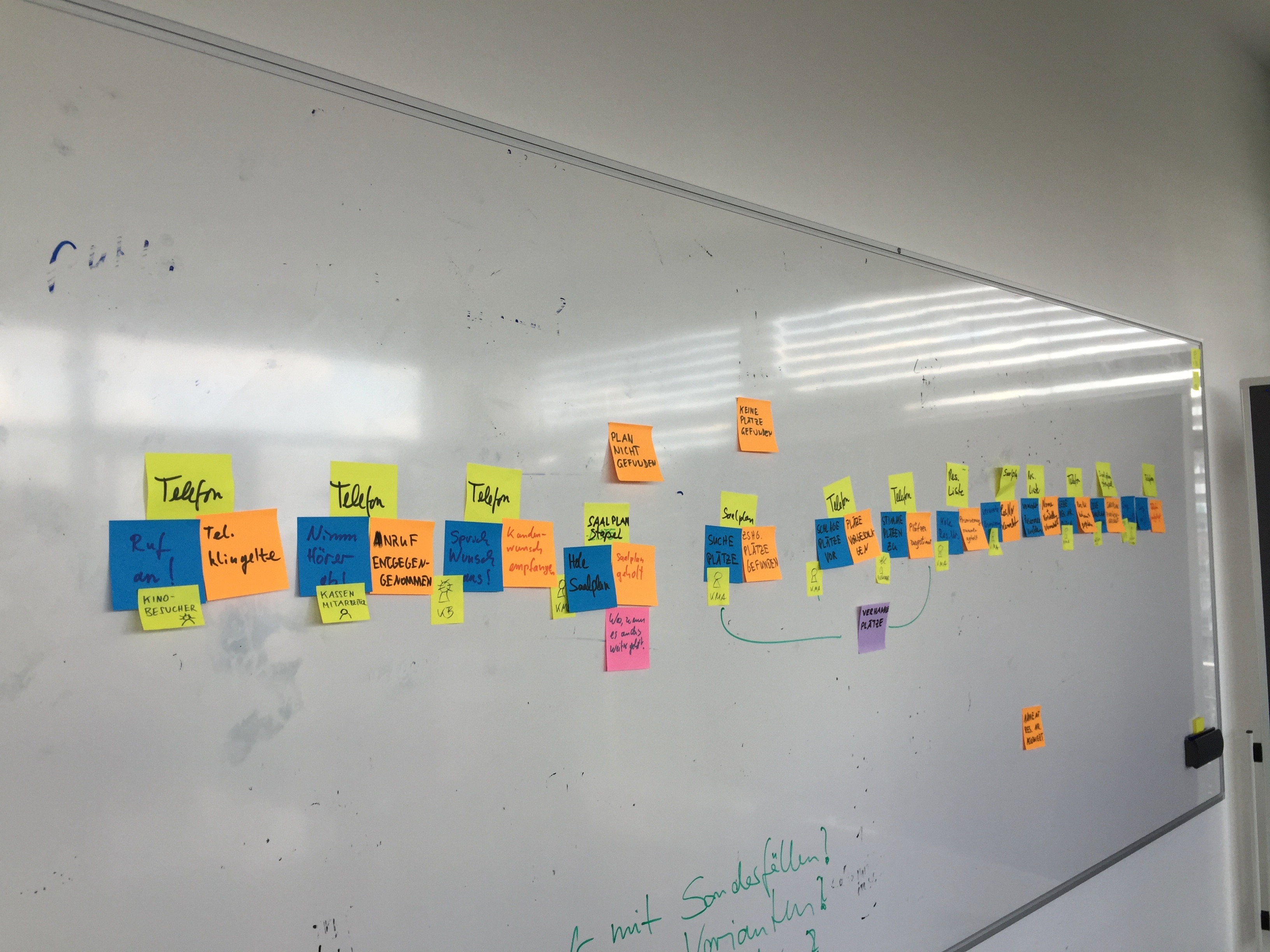
事件風暴的例子

事件風暴（Event storming）是利用研討方式，快速發現軟體特定領域中所發生事物的作法。和其他方式比較，此方式相當的簡單，而且過程不需要電腦協助，活動只需要便利貼以及寬闊的牆面。在此活動中，商業流程會變成一連串的領域事件，在活動中會用橘色的便利貼表示
事件風暴是由Alberto Brandolini在領域驅動設計（DDD）的情境下發明。事件風暴可以用作商業流程建模以及需求工程的工具。其概念是讓軟體開發者和領域專家（domain expert）聚在一起，互相討論學習。其命名是要讓重心專注在領域事件中，而其進行方式類似腦力激盪法或敏捷建模時的建模腦力激盪（model storming）。

## 需求
事件風暴的過程中，會包括有問題要提出的人（一般會是軟體開發人員），以及知道相關問題答案的人（領域專家，product owners）。
建模會在寬闊的牆面以及牆面上的大張白紙上進行，便利貼會貼在白紙上。至少會需要五種不同顏色的便利貼。

## 步驟
|  |  |  |  |

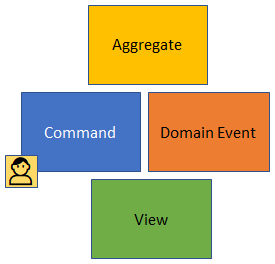
事件風暴會用便利貼來進行，圖中是其對應的概念、顏色以及擺放時的相對位置

第一個步驟是找到所有的領域事件，寫在橘色便利貼上。
所有領域事件都找到之後，下一個步驟是找到讓領域事件發生的命令，寫在藍色便利貼上，放在對應領域事件的前面。
第三個步驟是識別命令執行以及事件發生的聚合（aggregate），聚合會寫在黃色便利貼上。
事件風暴後形成的概念會分為幾類，每一類都會用對應顏色的便利貼表示：
以下是五個顏色的便利貼、顏色以及內容
  領域事件（Domain event）在商業流程中出現的事件，若用英文書寫的話，以過去式表示。
  人員（Actor）人員會透過view提出命令。
  命令（Command）命令是使用者透過view提出的，會產生領域事件
  聚合（Aggregate）一組可以視為單一單元處理的領域物件。
  view用戶在系統上互動，執行任務的環境。
有時也會加上以下的內容
  商業流程（Business process）依商業規則及邏輯處理命令，會產生一個或是多個領域事件。
  外部系統（External system）第三方的服務提供者，例如像網上收款平台或是貨運公司。

## 例子
以下是一個事件風暴的範例。

| 領域事件 帳戶建立 帳戶刪除 訂單建立 | 人員 客戶 註冊用戶 管理員 | 命令 建立帳戶 刪除帳戶 建立訂單 | 聚合 訂單 使用者 | 外部系統 Stripe（網上收款平台） Google（郵件供應商） | Views 結帳 登入 | 錯誤 無法聯絡服務供應商 系統出現問題 |

## 結果
事件風暴後，可以在建模空間中展示商業流程。不過更重要的是在參與者心裡建立的知識。

## 外部連結
- https://miro.com/miroverse/event-storming/